# 隋唐
隋唐（581年—907年），是对中国古代的隋朝和唐朝的合称，是經歷了五胡亂華和南北朝两个漫长时期後的两个大一统皇朝。是秦汉之后中国第二次真正具有影响力的大统一，有学者认为隋唐宋构成中国历史上的第二帝国，也有学者认为隋至盛唐为中国第二次一元体制。日本學者杉山正明將隋唐歸於拓跋國家中。
《中华人民共和国年鉴》介绍，隋唐是中国封建社会的繁荣时期，此时中国南北统一，疆域广阔，经济发达，中外文化交流频繁。
兩朝在政治、軍事、文化、經濟、科技上達到前所未有的發展，隋唐兩朝君主在治國政策上較為開明，也影響了周邊諸國向中國朝貢、學習。

## 簡介
隋文帝開皇九年（589年）在二百八十多年的战乱之后重新统一了中国。隋朝在其后期经过八年的隋末民变，唐朝建立。所以史学家常把“隋唐”并称。在这三百多年间，中国各方面都得到很大的发展。由隋文帝開皇九年（589年）直至唐玄宗天寶十四載（755年）這一百六十七年是中國的另一個盛世。另外，由于唐朝初期的文治武功和國際聲望都十分強盛，故人们亦常将它与同样被认为曾经很强盛的汉朝放在一起而合称为漢唐。
與秦漢相比，隋唐同樣是前一個統一皇朝國祚短，而後一個統一皇朝能建立百餘年盛世的大帝國。

## 兩朝結局
隋朝末年出现了民变，太原留守李渊在混战中胜出，建立唐朝。
唐朝后期出现了藩镇割据。黄巢之乱后，朝廷和藩镇之间的平衡被打破，各藩镇不再受朝廷的控制，皇权也日益衰微。唐朝末年，皇室被当时最强大的军阀宣武军节度使朱全忠控制。天祐元年（904年），朱全忠弑唐昭宗，拥立年幼的唐哀帝。天祐四年（907年）朱全忠迫使唐哀帝禅位，唐朝灭亡。后来建立的后唐、南唐都自称唐朝的延续，但不被史学界广泛认同。